# Delegazione apostolica di Orvieto
La delegazione apostolica di Orvieto fu una suddivisione amministrativa dello Stato della Chiesa, istituita nel 1831 da papa Gregorio XVI nel territorio dell'Umbria. Nella sua conformazione definitiva confinava a nord e a est con la delegazione di Perugia, a ovest con la delegazione di Viterbo e il Granducato di Toscana, a sud con la delegazione di Viterbo.
In seguito alla riforma amministrativa di Pio IX il 22 novembre 1850 confluì nel circondario di Roma. Dopo l'Unità d'Italia, per effetto del decreto Pepoli (13 dicembre 1860), fu annessa alla provincia dell'Umbria.